# Green Spring
Green Spring – miasto w Stanach Zjednoczonych, w stanie Kentucky, w hrabstwie Jefferson.